# Simplicispira suum
Simplicispira suum es una bacteria gramnegativa del género Simplicispira. Fue descrita en el año 2018. Su etimología hace referencia a cerdo. Es aerobia y móvil por flagelo polar. Tiene un tamaño de 0,6-0,7 μm de ancho por 1,8-2,5 μm de largo. Forma colonias blancas-beige, circulares y convexas en agar R2A tras 4 días de incubación. Temperatura de crecimiento entre 4-37 °C, óptima de 28-30 °C. Catalasa y oxidasa positivas. Se ha aislado de una granja de cerdos en Corea del Sur. 